# Casa Blanca, Papantla
Casa Blanca är en ort i Mexiko.   Den ligger i kommunen Papantla och delstaten Veracruz, i den sydöstra delen av landet, 230 km nordost om huvudstaden Mexico City. Casa Blanca ligger 47 meter över havet och antalet invånare är 118.
Terrängen runt Casa Blanca är huvudsakligen platt. Casa Blanca ligger nere i en dal. Runt Casa Blanca är det ganska tätbefolkat, med 179 invånare per kvadratkilometer. Närmaste större samhälle är Poza Rica de Hidalgo, 17,5 km väster om Casa Blanca. Trakten runt Casa Blanca består till största delen av jordbruksmark.